# زندگی در تیتان

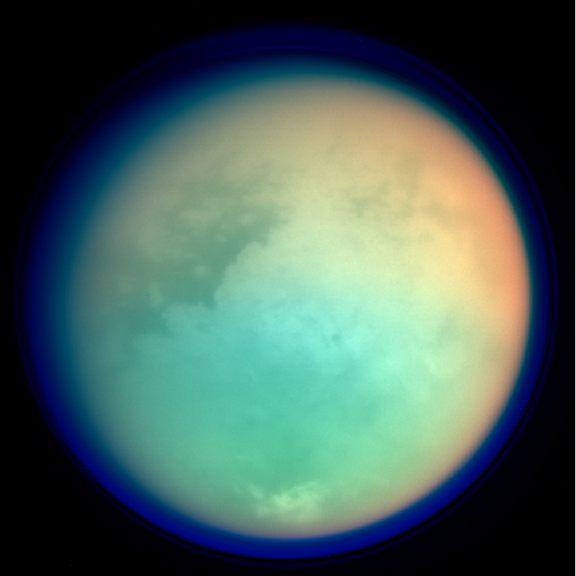
نمای چندطیفی از تیتان

اینکه آیا زندگی در تیتان، بزرگ‌ترین قمر زحل وجود دارد یا خیر، هم‌اکنون پرسشی باز و موضوعی برای ارزیابی و تحقیق علمی است. تیتان نه‌تنها از زمین بلکه از تمام مکان‌های منظومه شمسی سردتر است. تیتان در کنار زمین، تنها مکان شناخته شده‌ای است که در سطح آن مایعاتی به شکل رودخانه دریاچه و دریا وجود دارد. جو غلیظ آن از نظر شیمیایی فعال و غنی از ترکیبات کربن است. در سطح تایتان مقادیر کوچک و بزرگی از متان و اتان و احتمالاً لایه‌ای از آب مایع در زیر پوسته یخی وجود دارد. برخی از دانشمندان حدس می‌زنند که این مخلوط مایع ممکن است ترکیب شیمیایی پری بیوتیکی برای سلول‌های زنده متفاوت از سلول‌های روی زمین ایجاد کند.
در ژوئن ۲۰۱۰، دانشمندانی که داده‌های مأموریت کاسینی-هویگنس را تجزیه و تحلیل می‌کردند، ناهنجاری‌هایی را در جو نزدیک به سطح گزارش کردند که ممکن است با حضور موجودات مصرف‌کنندهٔ متان مطابقت داشته باشد، هرچند که این امر ممکن است به‌دلیل فرآیندهای شیمیایی یا هواشناسی غیرزنده نیز باشد. مأموریت کاسینی-هویگنس برای مشاهدهٔ مستقیم میکروارگانیسم‌ها یا ارائه مجموعهٔ کاملی از ترکیبات آلی پیچیده مجهز نبود.